# Valkyrie Profile (serie)
Valkyrie Profile (ヴァルキリープロファイル?, Varukirī Purofairu) o Valkyrie (ヴァルキリー?, Varukirī) è una serie di videogiochi di ruolo alla giapponese creata da Masaki Norimoto, sviluppata inizialmente da tri-Ace e pubblicata da Square Enix (precedentemente da Enix). La serie è ricordata per contenere elementi derivati dalla mitologia norrena

## Elementi ricorrenti
La serie di Valkyrie Profile si è distinta per il suo gameplay innovativo. Dal punto di vista estetico, la serie è nota per i suoi colori tenui e l'atmosfera malinconica. I giocatori di solito assumono il ruolo di una valchiria, una di tante figure femminili che hanno il compito di individuare guerrieri che potrebbero morire in battaglia e condurli nell'aldilà.

## Giochi
| Titolo                                  | Anno                     | Piattaforma                                     | Sviluppatore         | Note |
| --------------------------------------- | ------------------------ | ----------------------------------------------- | -------------------- | --- |
| Valkyrie Profile                        | 1999 (JP) 2000 (NA)      | PlayStation, PlayStation Portable, iOS, Android | Triace Tose (PSP)    | Una versione migliorata, Valkyrie Profile: Lenneth, è stata rilasciata per PlayStation Portable in Giappone e Nord America nel 2006 e nella regione PAL nel 2007. |
| Valkyrie Profilo 2: Silmeria            | 2006 (JP, NA) 2007 (PAL) | PlayStation 2                                   | Triace               | Il secondo gioco della serie, ambientato centinaia di anni prima del gioco originale.                                                                             |
| Valkyrie Profile: Covenant of the Plume | 2008 (JP) 2009 (NA, PAL) | Nintendo DS                                     | Triace               | Conosciuto come Valkyrie Profile: The Accused One (ヴァルキリープロファイル 咎を背負う者?) in Giappone.                                                           |
| Valkyrie Anatomia                       | 2016 (JP) 2019 (INT)     | iOS, Android                                    | Dokidoki Grooveworks | Ritirato nel 2020 in tutto il mondo e nel 2021 in Giappone. |
| Valkyrie Elysium                        | 2022 (INT)               | Windows, PlayStation 4, PlayStation 5           | Soleil Inc.          | Action-RPG e terzo capitolo della serie per console. |

## Musica
La musica di tutti i giochi Valkyrie Profile è stata composta da Motoi Sakuraba . Valkyrie Profile 2: Silmeria ha due colonne sonore originali, Alicia e Silmeria. Ogni colonna sonora è divisa in due dischi per un totale di 70 canzoni del gioco. Prima del rilascio, è stata rilasciata una speciale confezione di artefatti che includeva una copia del gioco, dieci brani musicali, un portachiavi e una statuetta. La colonna sonora del gioco è stata scritta come tracce MIDI, consentendole di adattarsi facilmente alla cartuccia DS. Attingendo ai temi più oscuri della narrazione, Sakuraba ha creato una colonna sonora sommessa ed emotiva che si è notevolmente allontanata dalla sua colonna sonora per Silmeria pur rimanendo separata dal suo lavoro su Valkyrie Profile . La colonna sonora includeva composizioni originali e versioni arrangiate di brani tratti dalle colonne sonore di Sakuraba per Valkyrie Profile . La conversione della colonna sonora per la cartuccia DS è stata eseguita dallo studio di sound design Noisycroak. Un album della colonna sonora in due dischi è stato pubblicato dall'etichetta musicale di Square Enix il 5 novembre 2008. Per l'uscita dell'album, Sakuraba ha utilizzato gli originali MIDI come riferimento e ha rifatto tutte le tracce con un'orchestrazione completa. Sebbene fedele all'originale, la gamma più ampia di suoni ha comportato alcune differenze. Un album arrangiato di dodici tracce, gestito da Sakuraba, è stato pubblicato insieme all'album della colonna sonora principale. Il produttore Yoshinori Yamagishi ha detto che il suo modo preferito di suscitare emozioni nei giocatori era attraverso la musica e gli effetti sonori, aiutando sia a immergere i nuovi giocatori nel mondo del gioco sia a giocare sulla nostalgia dei fan della serie. Il gioco utilizza un misto di musica del franchise e nuove composizioni.

## Adattamenti stampati
Diversi manga sono stati scritti sulla base della serie. Sono Valkyrie Profile, Valkyrie Profile 2: Silmeria e Valkyrie Profile: The Dark Alchemist . Un'antologia manga chiamata Valkyrie Profile Enix Supercomic Gekijoh è basata sulla versione PlayStation Portable di Valkyrie Profile: Lenneth .

## Critica
Nel complesso, la serie Valkyrie Profile ha ricevuto un'accoglienza critica positiva sia in Giappone che in Occidente. La serie ha venduto 2,2 milioni di copie a tutto il 2015.
Alcuni giochi della serie sono stati inclusi in varie liste dei migliori giochi. In un sondaggio dei lettori del 2006 condotto da Famitsu, il primo Valkyrie Profile è stato votato come il 27° miglior videogioco di tutti i tempi. Valkyrie Profile: Lenneth ha ricevuto il premio IGN per il miglior gioco di ruolo per PSP del 2006. Valkyrie Profile 2: Silmeria ha ricevuto il premio IGN per "Miglior gioco a cui nessuno ha giocato".